# Hermetyzm

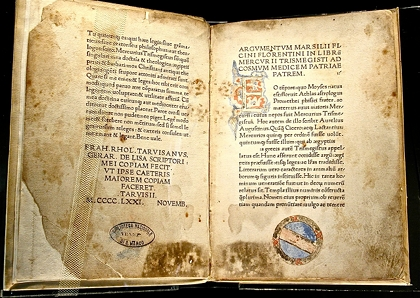
Corpus Hermeticum (pierwsza edycja przekładu Marsilio Ficino z XV wieku)

Hermetyzm – greko-egipski mistyczny zespół wierzeń pogańskich zawartych w zbiorze zwanym Corpus Hermeticum – zbiorze osiemnastu traktatów powstałych w hellenistycznej Aleksandrii w I wieku n.e. Za inicjatora tej filozofii uznaje się półmitycznego Hermesa Trismegistosa, utożsamianego z egipskim Thotem.
Corpus Hermeticum udostępniono w zachodniej Europie w 1460, gdy z dokumentami ocalonymi z Konstantynopola zapoznano się we Florencji. W 1471 przetłumaczył je Marsilio Ficino, co przyczyniło się do gwałtownego rozwoju hermetyzmu renesansowego, reprezentowanego m.in. przez Johna Dee, Giordano Bruno, Campanellę, Trithemiusa, Agrippę, Roberta Fludda oraz Theophrastusa Bombastusa von Hohenheim (Paracelsusa).

## Filozofia
Hermetyzm renesansowy wraz z filozofią alchemików stanowi część renesansowej myśli mistycznej. Zakłada on przede wszystkim jedność i niepodzielność uniwersum, w którym wydarzenia zachodzą synchronicznie na wszystkich jego poziomach. Chodzi tu np. o poziom duchowy i aspekt zmysłowy. Stąd hermetyczne powiedzenie „jako na górze, tako na dole”. Zgodnie z tą właściwością świata funkcjonują transcendentalne nauki, takie jak alchemia czy astrologia.

## Mitologia

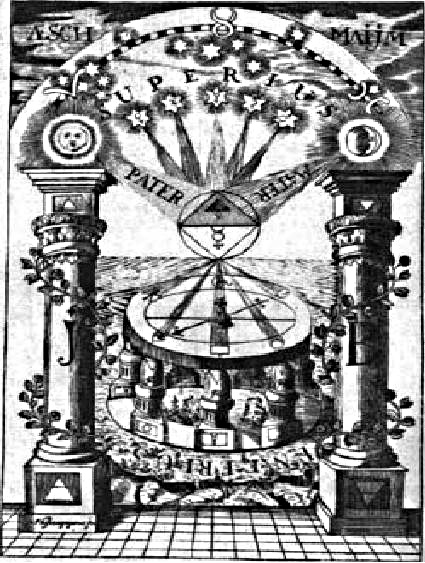
Alchemiczne wyobrażenie świątyni wraz z symboliką kolumn

Hermes był mitycznym synem Zeusa i tytanki Mai, urodził się w okolicy góry Kyllene w greckiej Arkadii – krainie, której nazwę wykorzystano do określania hermetyckiej eschatologii. Według wierzeń hermetyków Zeus ofiarował Hermesowi kaduceusz, który miał mu posłużyć do stworzenia świata z czterech żywiołów. Działalność tych żywiołów miała opierać się na ich wzajemnym współdziałaniu i zgodzie. Drugi szczególnie ważny aspekt hermetyzmu to jego stosunek do wiedzy. W greckiej świadomości Hermes był pośrednikiem między światem żywych i umarłych. Modląc się nad grobem zmarłego, Grecy wznosili modły do Hermesa, aby zaniósł ich modlitwy do jego duszy. Dusza zstępująca do Ziemi wchodzi w posiadanie olbrzymiej wiedzy, której źródłem jest sama Ziemia. Dlatego źródeł hermetyzmu można się doszukiwać również w nekromancji, pozwalającej na dzielenie się wiedzą umarłych z żywymi.
Jak zauważa Harold Bloom, „hermetycy byli wyznawcami nauk Platona, którzy przejęli od Żydów aleksandryjskich ich warsztat interpretacji alegorycznej i rozwinęli żydowskie spekulacje na temat pierwszego człowieka Adama, zwanego „Adam Kadmon” w Kabale, i ‘śmiertelnego boga’...”
Hermetyzm arkadyjski, gdy przekroczył obszar Grecji i wraz z wojskami Aleksandra Wielkiego dotarł do Egiptu (w roku 332 p.n.e.), stał się później religią konkurującą z chrześcijaństwem; obie religie nacechowane były też pewnymi podobieństwami. Ich zasadniczym, wspólnym mianownikiem był Logos – Słowo, które jest Bogiem i było na Początku.